# Alijó
Alijó és un municipi portuguès, situat al districte de Vila Real, a la regió del Nord i a la Subregió del Douro. L'any 2001 tenia 13.722 habitants. Es divideix en 19 freguesies. Limita al nord amb Vila Pouca de Aguiar i Murça, a l'est amb Carrazeda de Ansiães, al sud amb São João da Pesqueira i a l'oest amb Sabrosa.

## Població
| Població del concelho d'Alijó (1801 – 2004) | Població del concelho d'Alijó (1801 – 2004) | Població del concelho d'Alijó (1801 – 2004) | Població del concelho d'Alijó (1801 – 2004) | Població del concelho d'Alijó (1801 – 2004) | Població del concelho d'Alijó (1801 – 2004) | Població del concelho d'Alijó (1801 – 2004) | Població del concelho d'Alijó (1801 – 2004) | Població del concelho d'Alijó (1801 – 2004) |
| ------------------------------------------- | ------------------------------------------- | ------------------------------------------- | ------------------------------------------- | ------------------------------------------- | ------------------------------------------- | ------------------------------------------- | ------------------------------------------- | ------------------------------------------- |
| 1801                                        | 1849                                        | 1900                                        | 1930                                        | 1960                                        | 1981                                        | 1991                                        | 2001                                        | 2004                                        |
| 2423                                        | 5454                                        | 19919                                       | 20452                                       | 23511                                       | 18846                                       | 16327                                       | 14320                                       | 13942                                       |

## Freguesies
- Alijó
- Amieiro
- Carlão
- Casal de Loivos
- Castedo
- Cotas
- Favaios
- Pegarinhos
- Pinhão
- Pópulo
- Ribalonga
- São Mamede de Ribatua
- Sanfins do Douro
- Santa Eugénia
- Vale de Mendiz
- Vila Chã
- Vila Verde
- Vilar de Maçada
- Vilarinho de Cotas